# Соноя Мідзуно
Соноя Мідзуно (англ. Sonoya Mizuno; нар. 1 липня 1986, Токіо, Японія) — британська акторка, модель і балерина японського походження, яка відома участю в фільмах «Ex Machina» (2014), «Ла-Ла Ленд» (2016) та серіалах «Розроби» (2020), «Дім Дракона» (2022).

## Біографія
Соноя Мідзуно народилася в Токіо, Японія, але виросла в Сомерсеті. Її батько за походженням японець працював артдиректором, мама має англійське й аргентинське коріння. У 9 років Соноя почала займатися танцями, місцевий вчитель помітив її  хороші фізичні дані й потенціал і невдовзі дівчина була зарахована в престижну Королівську балетну школу. Наступні 10 років Мідзуно провела в Лондоні. Після завершення навчання приєдналась до балетної трупи в Дрездені, Німеччина. Крім того, вона отримала досвід роботи в Ballet Ireland, New English Ballet and Scottish Ballet.

## Кар'єра
У 17 розпочала кар'єру моделі, трьома роками пізніше отримала першу роль. Як модель вона працювала для Chanel, Alexander McQueen, Saint Laurent, Louis Vuitton.
Першу роль у повнометражному фільмі Соноя отримала в незалежному науково-фантастичному трилері «Ex Machina» 2014 року. Мідзуно приєдналася до акторського складу фільму-мюзиклу «Ла-Ла Ленд» у 2015. Вона знялася в музичній драмі «Нерви на межі», прем'єра якої відбулась у 2016. Того ж року вийшов кліп на спільну пісню The Chemical Brothers та Beck «Wide Open», у зйомках якого акторка брала участь.
У 2017 Соноя з'явилася в фільмі «Красуня і Чудовисько», у 2018 — у фільмі «Шалено багаті азіати».
Також з'являлася в телевізійних/стрімінгових серіалах, зокрема у мінісеріалі Кері Фукунаги «Маніяк» (2018) для Netflix та у мінісеріалі Алекса Ґарленда «Розроби» для телеканалу FX.

## Фільмографія

### Кінофільми
| Рік  |   | Українська назва       | Оригінальна назва    | Роль           |
| ---- | - | ---------------------- | -------------------- | -------------- |
| 2012 | ф |                        | Venus in Eros        | Форест Гвард   |
| 2014 | ф | Ex Machina             | Ex Machina           | Кіоко          |
| 2016 | ф | Нерви на межі          | High Strung          | Джеззі         |
| 2016 | ф | Вуличні коти           | Alleycats            | С'юзі          |
| 2016 | ф | Ла-Ла Ленд             | La La Land           | Кейтлін        |
| 2017 | ф | Красуня і Чудовисько   | Beauty and the Beast | Дебютантка     |
| 2018 | ф | Анігіляція             | Annihilation         | Кеті           |
| 2018 | ф | Усе про Ніну           | All About Nina       | Гянджа         |
| 2018 | ф | Місцеві                | The Domestics        | Бетсі          |
| 2018 | ф | Шалено багаті азійці   | Crazy Rich Asians    | Арамінта Лі    |
| 2019 | ф | Амбіції                | Ambition             | Сара           |
| 2022 | ф | Чи зі мною все гаразд? | Am I OK?             | Джейн          |
| 2022 | ф | Чоловічий рід          | Men                  | офіцер поліції |
| 2023 | ф | Труднощі стосунків     | Shortcomings         | Мередіт        |
| 2024 | ф | Громадянська війна     | Civil War            | Аня            |
| 2025 | ф | Глибоке прикриття      | Deep Cover           | Шош            |
| 2025 | ф | Вічне повернення       | Eternal Return       |                |

### Телебачення
| Рік       |   | Українська назва | Оригінальна назва   | Роль                         |
| --------- | - | ---------------- | ------------------- | ---------------------------- |
| 2018      | с | Маніяк           | Maniac              | Адзумі Фудзита (10 епізодів) |
| 2020      | с | Розроби          | Devs                | Лілі Чан (8 епізодів)        |
| 2022—2024 | с | Дім Дракона      | House of the Dragon | Місарія (13 епізодів)        |
| 2024      | а | Термінатор: Зеро | Terminator Zero     | Ейко (8 епізодів)            |

### Музичні відео
- The Chemical Brothers feat. Beck — "Wide Open" (2016)
- Frank Ocean — "Nikes" (2016)